# فرانسوا بوليو الثاني
فرانسوا بوليو الثاني هو زعيم قبيلة كندي، ولد في 1771 في الأقاليم الشمالية الغربية في كندا، وتوفي بنفس المكان في 1 نوفمبر 1872.